# Паул ван де Роварт
Паул ван де Роварт (нід. Paul van de Rovaart, 24 січня 1904 — 24 листопада 1995) — нідерландський хокеїст на траві.
Срібний призер Олімпійських Ігор 1928 року.